# 第48独立砲兵旅団 (ウクライナ陸軍)
第48独立砲兵旅団（だい48どくりつほうへいりょだん、ウクライナ語: 48-ма окрема артилерійська бригада）は、ウクライナ陸軍の旅団。第10軍団隷下。

## 概要

### ロシアのウクライナ侵攻
2023年2月、ロシアのウクライナ侵攻の影響に伴い、ポルタヴァ州で創設された。ウクライナ国産の2S22 ボグダナ自走榴弾砲が配備された。

## 編制
- 旅団司令部（ポルタヴァ）
- 第1砲兵大隊
- 第2砲兵大隊
- 第3砲兵大隊
- 対戦車砲大隊
- 砲兵偵察大隊

- 工兵中隊
- 整備中隊
- 兵站中隊
- 通信中隊
- レーダー中隊
- NBC防護中隊
- 衛生中隊